# Xylotrechus clarinus
Xylotrechus clarinus es una especie de escarabajo longicornio del género Xylotrechus. Fue descrita científicamente por Bates en 1884.
Se distribuye por Japón, Mongolia, Corea y Rusia. Mide 9,5-20 milímetros de longitud. El período de vuelo ocurre en los meses de junio, julio y agosto.